# سكوت راسل (متسابق دراجات نارية)
سكوت راسل (بالإنجليزية: Scott Russell)‏ هو متسابق دراجات نارية أمريكي سابق فاز ببطولة العالم للسوبربايك. نافس في سباقات بطولة العالم لفئة 500 سي سي.

## البطولات
- بطولة العالم للسوبربايك 1993

## روابط خارجية
- سكوت راسل على موقع MotoGP.com (الإنجليزية)
- سكوت راسل على موقع WorldSBK.com (الإنجليزية)